# TV.com
TV.com est un site Web américain appartenant à CBS Interactive, filiale de CBS Corporation. Anciennement propriété de CNET Networks jusqu'à son rachat par CBS Interactive, lancé en juin 2005, le site couvre l'actualité télévisuelle des États-Unis, du Royaume-Uni, de l'Australie ou encore du Japon. Les membres enregistrés du site peuvent mettre à jour un espace personnel et contribuer à l'amélioration de la qualité du site web en ajoutant des informations sur des programmes de télévision.
Le site offre la possibilité à ses membres inscrits de noter les émissions ou les épisodes d'une série télévisée, d'écrire des critiques, et de compléter les informations d'un programme qui ne sont pas présentes sur le site.
Depuis Juillet 2021, le site n'est plus accessible.